# جونادي
جونادي (بالإيطالية: Jonadi) هي بلدية في مقاطعة فيبو فالنتيا في منطقة قلورية الإيطالية، منذ 31 ديسمبر 2004 وصل عدد سكانها 3027، ومساحتها 8.7 كيلومتر مربع (3.4 ميل مربع).